# Congresso Republicano em São Paulo
Os Congressos Republicanos Paulistas reuniram diversas personalidades paulistas, especialmente cafeicultores em torno da causa republicana, durante o Império.

## História
Conforme o que ficara decidido na Convenção de Itu, instalou-se na cidade de São Paulo, em 1 de julho de 1873, em um prédio da rua Miguel Carlos, o primeiro Congresso Republicano Paulista, sob a presidência de Américo Brasiliense de Almeida Melo, servindo de secretários Antonio Francisco de Araújo Cintra e Antônio Francisco de Paula Souza. Um segundo congresso foi realizado de 5 a 8 de abril de 1874.
Em 10 de maio de 1878, foi realizado um terceiro congresso sob a presidência do Dr. Américo Brasiliense, que expôs as suas finalidades: definir a atitude do partido diante da situação política criada em 5 de janeiro de 1878 com a organização do Gabinete Sinimbu, no qual entrara Lafaiete Rodrigues Pereira, signatário do Manifesto de 3 de dezembro 1870, com o intuito confessado de desfalcar o partido Republicano de seus melhores elementos; e também, fazer nova eleição da Comissão Permanente do Partido.
O Congresso decidiu que o presidente nomeasse uma comissão encarregada de redegir um manifesto, a ser discutida e aprovada no dia seguinte. Foram nomeados para a comissão: Rangel Pestana, Cesário Mota e Quirino dos Santos. Quanto a Comissão Permanente, foram reeleitos os seus membros e  acrescidos mais dois: João Tibiriçá Piratininga, Américo Brasílio de Campos, Antônio Augusto da Fonseca, Manoel Ferraz de Campos Salles, Martinho Prado Júnior, João Tobias de Aguiar e Castro, José da Costa Machado e Souza e Luís Pereira Barreto.
Abaixo a listagem de todos os integrantes do Congresso::
| Cidade                | Representante                                        |
| --------------------- | ---------------------------------------------------- |
| Pindamonhangaba       | J. F. da Silveira Bucão                              |
| Taubaté               | F. Nogueira Cardoso                                  |
| Jacareí               | Luís Pereira Barreto (Comissão Permanente)           |
| Capital               | Américo Brasílio de Campos (Comissão Permanente)     |
| Jundiaí               | Francisco de Paula Cruz                              |
| Bragança Paulista     | Francisco Rangel Pestana                             |
| Amparo                | Salvador Penteado                                    |
| Serra Negra           | Bernardino de Campos                                 |
| Campinas              | Francisco Quirino dos Santos                         |
| Itu                   | Francisco Emídio da Fonseca                          |
| Rio Claro             | Américo Brasiliense                                  |
| Capivari              | João Tibiriçá Piratininga                            |
| São João da Boa Vista | Antônio Cintra                                       |
| Penha de Mogi-Mirim   | João Tobias de Aguiar e Castro (Comissão Permanente) |
| Moji-Mirim            | Antônio de Paula Souza                               |
| Dois Córregos         | Manoel Ferraz de Campos Salles (Comissão Permanente) |
| Jaú                   | Jorge de Miranda                                     |
| Brotas                | Carlos A. de Souza Lima                              |
| Itatiba               | Luís Gama                                            |
| Mococa                | João Batista de Lima                                 |
| Caconde               | Francisco de Ávila Ribeiro                           |
| Cajuru                | Diogo Antônio de Barros                              |
| Botucatu              | Antônio Augusto da Fonseca (Comissão Permanente)     |
| Itapetininga          | Antônio Muniz de Souza                               |
| Sarapuí               | Malaquias de Sales Guerra                            |
| Sorocaba              | José Rubino de Oliveira                              |
| Belém de Descalvado   | Cesário Mota Júnior                                  |
| Pirassununga          | Rafael A. de Paes de Barros                          |
| Casa Branca           | José da Costa Machado e Souza (Comissão Permanente)  |
| Limeira               | Antônio Whitaker                                     |
| Apiaí                 | Antônio Arcanjo Dias Batista                         |
| Piracicaba            | Luís Vicente de Sousa Queirós                        |
| Araras                | Martinho Prado Júnior (Comissão Permanente)          |
| São Carlos do Pinhal  | José Rubim César                                     |
| Indaiatuba            | Joaquim Emídio de Campos Bicudo                      |